# Набор в отряд космонавтов Роскосмоса 2010 года
Набор в отряд космонавтов Роскосмоса 2010 года — набор космонавтов, проводившийся Федеральным космическим агентством «Роскосмос» в период с апреля по ноябрь 2010 года в два отряда космонавтов: отряд космонавтов ФГБУ «НИИ ЦПК имени Ю. А. Гагарина» (15-й набор) и отряд космонавтов РКК «Энергия» (17-й набор). В январе 2011 года отряды были объединены в единый отряд космонавтов Роскосмоса. Данный набор в космонавты был последним закрытым набором в разные отряды космонавтов, с 2012 года — наборы производятся открытыми на конкурсной основе в единый отряд космонавтов Роскосмоса на базе ФГБУ «НИИ ЦПК имени Ю. А. Гагарина».
Всего в наборе 2010 года было отобрано семь кандидатов в космонавты: лётчик ВВС РФ Сергей Прокопьев, сотрудники ЦПК имени Ю. А. Гагарина Денис Матвеев и Алексей Хоменчук, инженеры РКК «Энергия» Сергей Кудь-Сверчков, Андрей Бабкин, Иван Вагнер и Святослав Морозов. Четыре космонавта из данного набора совершили космические полёты, кандидаты Алексей Хоменчук и Святослав Морозов были отчислены из отряда. Андрей Бабкин является действующим космонавтом-испытателем отряда космонавтов Роскосмоса, но опыта космических полётов не имеет.

## История набора
В 2007 году начался предварительный набор в отряд космонавтов РКК «Энергия». 10 сентября 2007 года на заседании Главной медицинской комиссии инженер РКК «Энергия» Наталья Колесник была признана годной по состоянию здоровья для будущего отбора в качестве кандидата в космонавты, но позже «сошла с дистанции». В декабре 2008 года успешно прошёл медкомиссию сотрудник РКК «Энергия» — Сергей Кудь-Сверчков, а в марте 2010 года — инженер РКК «Энергия» Андрей Бабкин (ранее принимал участие в наборе 2006 года). 26 апреля 2010 года решением Межведомственной комиссии по отбору космонавтов они были отобраны кандидатами в космонавты-испытатели отряда РКК «Энергия». Также комиссия поручила ФГБУ «НИИ ЦПК имени Ю. А. Гагарина», ОАО «РКК „Энергия“ имени С. П. Королева» и ГНЦ РФ — ИМБП РАН провести дополнительный набор кандидатов в космонавты-испытатели и космонавты-исследователи. На заседании этой комиссии обсуждался вопрос и о формировании единого отряда космонавтов Роскосмоса.
Набор в отряды космонавтов продолжался до сентября 2010 года. 7 сентября 2010 года решением Главной медицинской комиссии допуск к спецподготовке получили кандидаты в космонавты военный лётчик Сергей Прокопьев и сотрудник ЦПК Денис Матвеев (ранее принимал участие в наборе 2006 года). 12 сентября 2010 года на заседании Межведомственной комиссии по отбору космонавтов и их назначению в составы экипажей пилотируемых кораблей и станций к зачислению на должности кандидатов в космонавты-испытатели в отряд ФГБУ «НИИ ЦПК имени Ю. А. Гагарина» были рекомендованы Алексей Хоменчук, Сергей Прокопьев и Денис Матвеев. На должности кандидатов в космонавты-испытатели отряда РКК «Энергия», дополнительно к Сергею Кудь-Сверчкову и Андрею Бабкину, Межведомственная комиссия рекомендовала инженеров Святослава Морозова и Ивана Вагнера.
В ходе набора 2010 года заявление на поступление в отряд космонавтов также подавали сотрудники ЦПК Дмитрий Иванов, Олег Блинов, военный лётчик Андрей Федяев (принят в отряд космонавтов в ходе 1-го открытого набора 2012 года) и сотрудник РКК «Энергия» Александр Хохлов, но по медицинским показателям им всем было отказано в приёме.
15 ноября 2010 года кандидаты в космонавты Андрей Бабкин, Иван Вагнер, Сергей Кудь-Сверчков, Алексей Хоменчук, Сергей Прокопьев, Денис Матвеев и Святослав Морозов приступили к полуторагодичной общекосмической подготовке в Центре подготовки космонавтов имени Гагарина. 7 декабря 2010 года был издан приказ Роскосмоса № 197 «О создании единого отряда космонавтов Федерального космического агентства», в соответствии с которым из РКК «Энергия» уволились Андрей Бабкин, Иван Вагнер, Сергей Кудь-Сверчков, в январе 2011 года приказом начальника ЦПК они были приняты в отряд ФГБУ НИИ ЦПК на должность кандидатов в космонавты. Военный лётчик Сергей Прокопьев был назначен на должность кандидата в космонавты-испытатели отряда 1 февраля 2011 года. В 2010 году в этот отряд был дополнительно зачислен кандидат Сергей Жуков, который ранее, был зачислен в отряд в ходе набора 2003 года и в 2005 году вышел из отряда. 
3 августа 2012 года Межведомственная квалификационная комиссия по результатам общекосмической подготовки и сдачи государственного экзамена присвоила квалификацию «космонавт-испытатель» кандидатам в космонавты-испытатели: И. В. Вагнеру, Д. В. Матвееву, С. В. Кудь-Сверчкову и С. В. Прокопьеву. 12 ноября 2012 года на повторном заседании МВКК квалификация «космонавт-испытатель» была присвоена А. Н. Бабкину. Кандидат Хоменчук А. М. не смог успешно сдать Государственный экзамен и 12 ноября 2012 года был отчислен из отряда, 22 ноября того же года был отчислен кандидат Морозов С. А. по медицинским показаниям.

## Список космонавтов набора 2010 года
| Список космонавтов набора 2010 года          | Список космонавтов набора 2010 года    | Список космонавтов набора 2010 года    | Список космонавтов набора 2010 года    | Список космонавтов набора 2010 года    | Список космонавтов набора 2010 года                                             | Список космонавтов набора 2010 года                                                         | Список космонавтов набора 2010 года             | Список космонавтов набора 2010 года    |
| №                                            | Фотография                             | ФИО                                    | Дата рождения                          | Порядковый номер                       | Профессия и место работы до поступления в отряд                                 | Данные о полётах                                                                            | Статус или дата выхода из отряда                |                                        |
| Отряд космонавтов ЦПК ВВС (15-й набор)       | Отряд космонавтов ЦПК ВВС (15-й набор) | Отряд космонавтов ЦПК ВВС (15-й набор) | Отряд космонавтов ЦПК ВВС (15-й набор) | Отряд космонавтов ЦПК ВВС (15-й набор) | Отряд космонавтов ЦПК ВВС (15-й набор)                                          | Отряд космонавтов ЦПК ВВС (15-й набор)                                                      | Отряд космонавтов ЦПК ВВС (15-й набор)          | Отряд космонавтов ЦПК ВВС (15-й набор) |
| -------------------------------------------- | -------------------------------------- | -------------------------------------- | -------------------------------------- | -------------------------------------- | ------------------------------------------------------------------------------- | ------------------------------------------------------------------------------------------- | ----------------------------------------------- | -------------------------------------- |
| 1                                            |                                        | Матвеев Денис Владимирович             | 25 апреля 1983                         | 126-й космонавт СССР/России            | ФГБУ «НИИЦПК», ведущий инженер                                                  | 18.03-29.09.2022 «Союз МС-21»-МКС                                                           | 29 июля 2024 года покинул отряд космонавтов     |                                        |
| 2                                            |                                        | Прокопьев Сергей Валерьевич            | 19 февраля 1975                        | 122-й космонавт СССР/России            | ВВС РФ, лётчик                                                                  | 06.06.2018-20.12.2018 «Союз МС-09»-МКС, 21.09.2022-27.09.2023 «Союз МС-22»-МКС-«Союз МС-23» | действующий космонавт                           |                                        |
| 3                                            |                                        | Хоменчук Алексей Михайлович            | 7 января 1975                          | —                                      | ФГБУ «НИИЦПК», инженер-испытатель                                               | —                                                                                           | 12 ноября 2012 года (не сдал госэкзамен)        |                                        |
| Отряд космонавтов РКК «Энергия» (17-й набор) |                                        |                                        |                                        |                                        |                                                                                 |                                                                                             |                                                 |                                        |
| 1                                            |                                        | Бабкин Андрей Николаевич               | 21 апреля 1969                         | —                                      | РКК Энергия, ведущий научный сотрудник                                          |                                                                                             | действующий космонавт                           |                                        |
| 2                                            |                                        | Вагнер Иван Викторович                 | 10 июля 1985                           | 123-й космонавт СССР/России            | РКК «Энергия», инженер, помощник руководителя полётами российского сегмента МКС | 09.04.2020-22.10.2020 «Союз МС-16»-МКС                                                      | действующий космонавт                           |                                        |
| 3                                            |                                        | Кудь-Сверчков Сергей Владимирович      | 23 августа 1983                        | 124-й космонавт СССР/России            | РКК «Энергия», инженер                                                          | 14.10.2020-17.04.2021 «Союз МС-17»-МКС                                                      | действующий космонавт                           |                                        |
| 4                                            |                                        | Морозов Святослав Андреевич            | 22 августа 1985                        | —                                      | РКК «Энергия», инженер                                                          | —                                                                                           | 22 ноября 2012 года (по медицинским показаниям) |                                        |